# Saint-Vincent-Rive-d'Olt
Saint-Vincent-Rive-d'Olt là một xã thuộc tỉnh Lot tây nam Pháp. Xã có diện tích 19,9 km², dân số theo điều tra năm 1999 là 428 người. Khu vực này có độ cao trung bình 150 mét trên mực nước biển.